# Kiriko Nananan
Kiriko Nananan (魚喃キリコ), född 14 december 1972 i Tsubame (Niigata prefektur), är en japansk serieskapare. Hon är mest känd för sina realistiska josei-verk. Hennes första publicerade arbete publicerades i tidningen Garo år 1993.

## Projekt
- Water – Magazine House, 1996
- Blue – Magazine House, 1997
- Itaitashii Love – Magazine House, 1997
- Kabocha to mayonnaise – Takarajimasha, 1999
- Heartless Bitch, 2000
- Strawberry Shortcakes – Yôdensha, 2002
- Tanpenshu – Asuka Shinsha, 2003
- Candy no iro wa aka, 2007